# Vârfurile San Francisco
Vârfurile San Francisco (conform originalului, [The] San Francisco Peaks) reprezintă un lanț muntos de origine vulcanică, situat în partea central nordică a statului Arizona, rezultat prin explozia unui stratovulcan, în urmă cu 1,6 - 1,8 milioane de ani.  În urma acelei explozii, vulcanul inițial a devenit extinct, iar lanțul montan a fost creat.
Cel mai înalt vârf al lanțului, care este simultan și cel mai înalt punct al statului Arizona, este Vârful Humphreys (conform originalului, Humphreys Peak), a cărui altitudine este de 3.851 metri (ori 12.633 de picioare).  Grupul montan se găsește în partea central nordică a statului  Arizona, în centrul comitatului Coconino, la circa 18 km nord de orașul Flagstaff.
Deși înălțimea lanțului este constant ridicată, fiind în jur și peste 3.000 de metri, Vârfurile San Francisco reprezintă un fost stratovulcan, care a explodat și care a suferit de eroziune de o lungă perioadă de timp. 
Un acvifer de dimensiuni mari, situat în interiorul căldării fostului stratovulcan, alimentează orașul Flagstaff cu majoritatea necesităților sale de apă potabilă. Lanțul muntos este parte a Pădurii Naționale Coconino (conform originalului, Coconino National Forest fiind un loc foarte vizitat de iubitorii naturii și drumețiilor montane. Stațiunea de iarnă Arizona Snowbowl se găsește pe pantele vestice ale celui mai înalt vârf al lanțului vulcanic, fiind un subiect a diverse controverse majore (de la dreptul de proprietate la producerea de zăpadă artificială) implicând mai multe triburi nativ-americane, conducerea  orașului, alte entități administrative și grupuri de iubitori ai mediului înconjurător. 

## Geografie

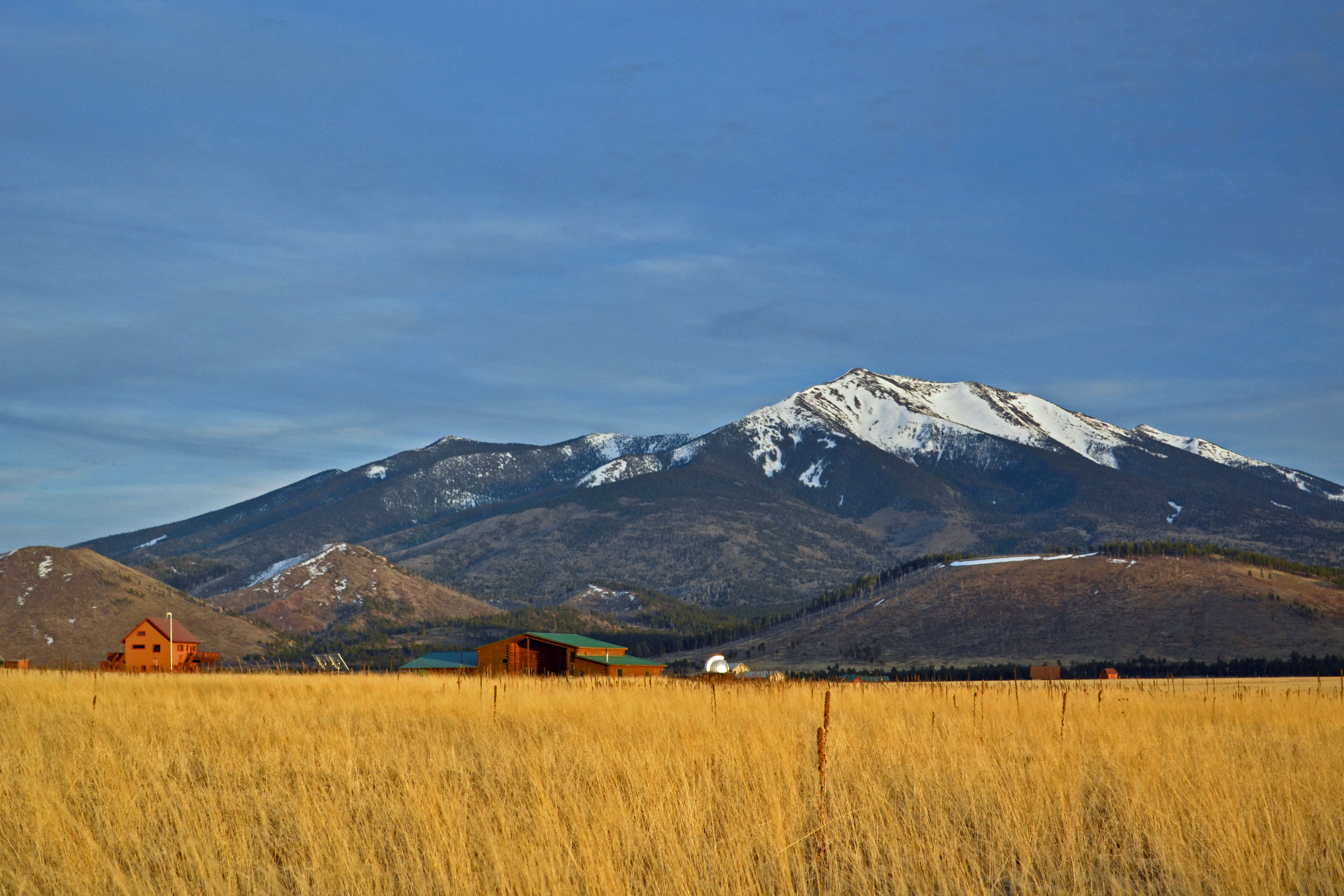
The San Francisco Peaks,
primăvara anului 2015

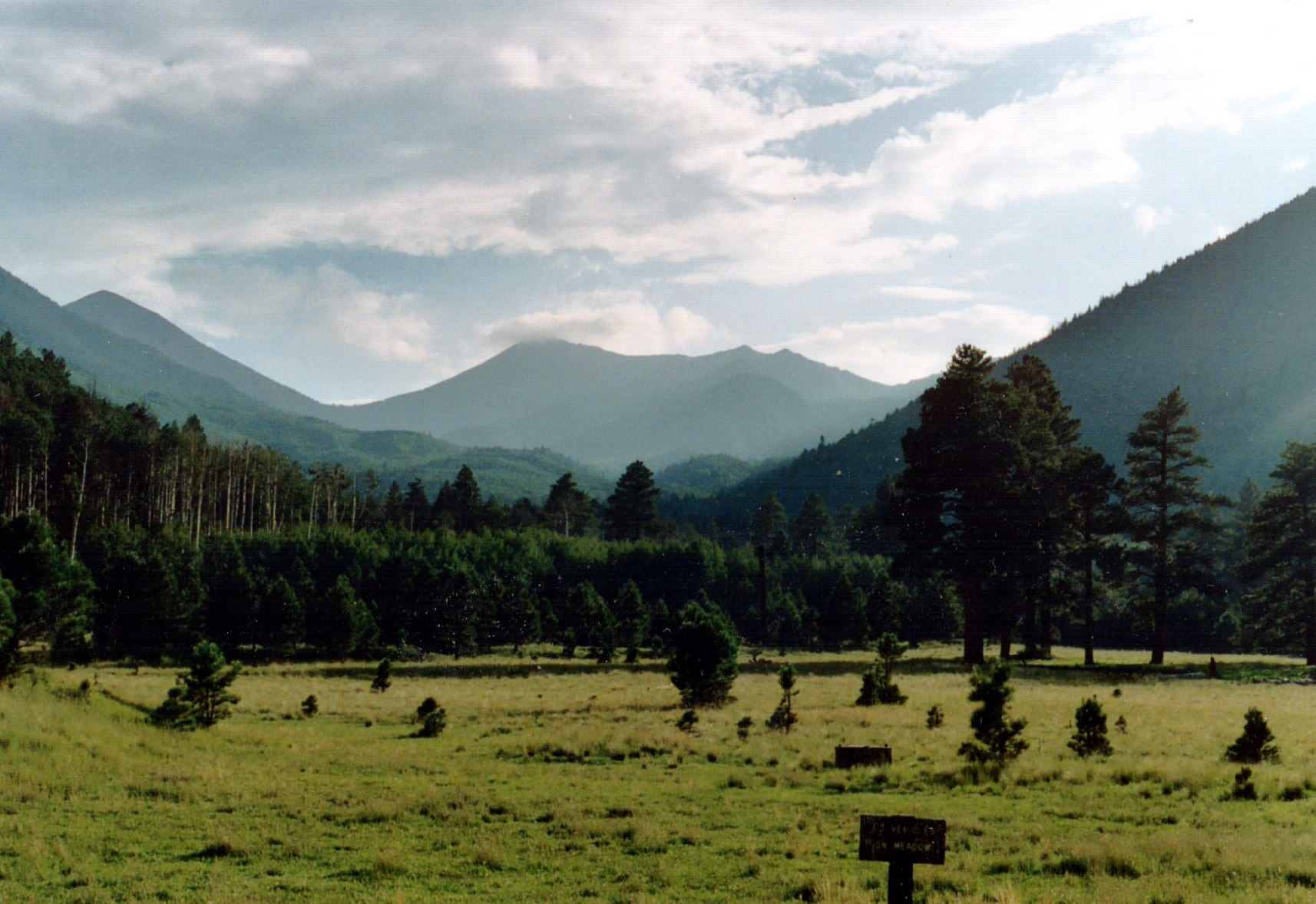
The San Francisco Peaks (cu Vârful Agassiz în centru), toamna anului 2007.

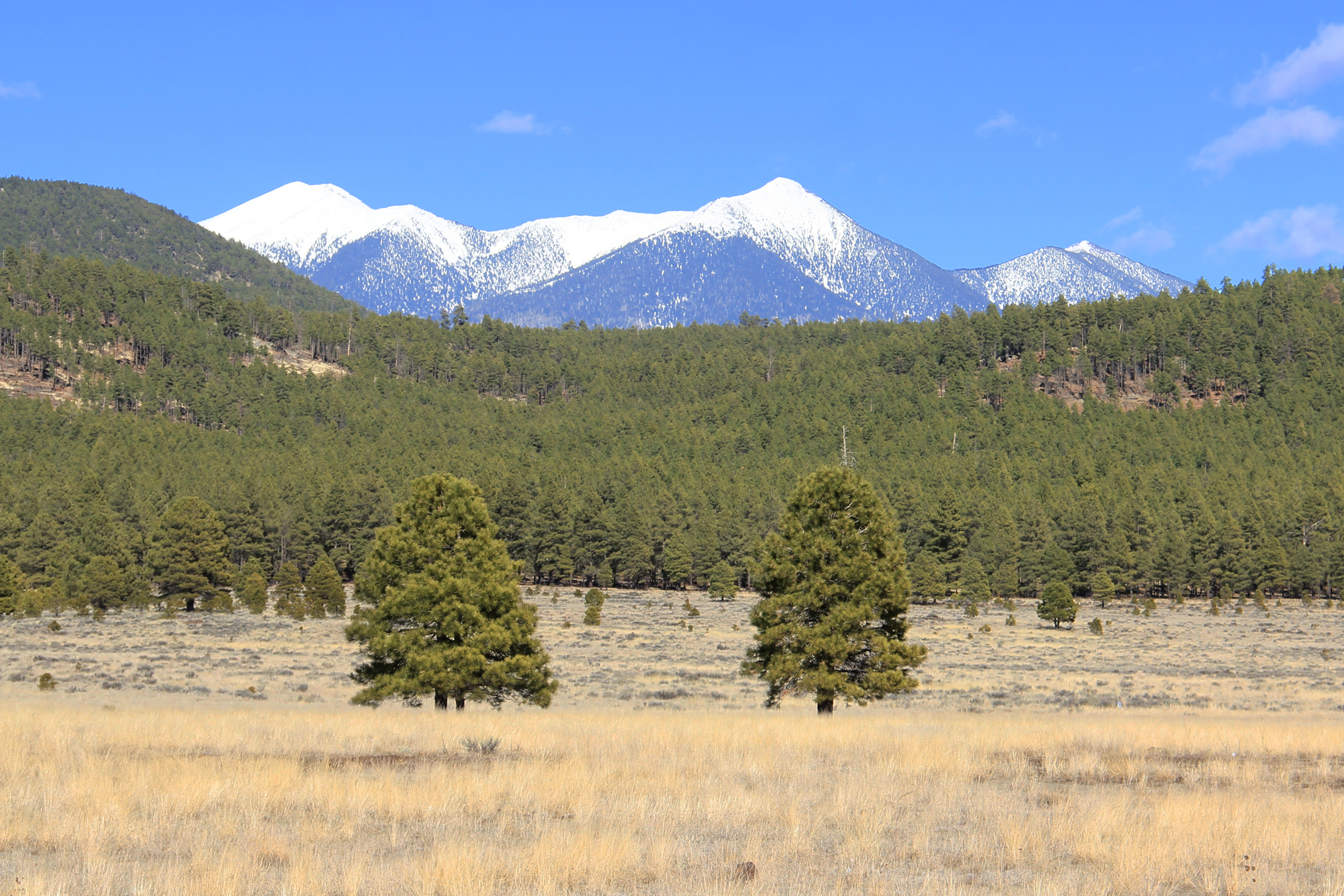
The San Francisco Peaks văzuți dinspre Bellemont, Arizona, iarna anului 2014.

Cele șase vârfuri individuale din Arizona, care sunt parte a lanțului sunt,
- Humphreys Peak, 12.633 picioare (3.851 m)
- Agassiz Peak, 12.356 picioare (3.766 m)
- Fremont Peak, 11.969 picioare (3.648 m)
- Aubineau Peak, 11.838 picioare (3.608 m)
- Rees Peak, 11.474 picioare (3.497 m)
- Doyle Peak, 11.460 picioare (3.493 m)

## Istoric
În 1629, cu 147 de ani înainte ca orașul San Francisco, statul  California, să fi fost denumit astfel, călugări spanioli au fondat o misiune catolică (în onoarea Sfântului Francis din Assisi) într-un sat al amerindienilor Hopi la circa o sută de km de [The San Francisco] Peaks. Tot atunci, călugării Ordinului San Francisco, stabiliți în satul Oraibi au dat numele de San Francisco vârfurilor, adesea înzăpezite, din depărtare, pentru a-l onora pe fondatorul ordinului lor. 

## A se vedea și
- Câmpul vulcanic San Francisco
- Lista munților și dealurilor din Arizona după altitudine